# Radim Vrbata
Radim Vrbata, född 13 juni 1981 i Mladá Boleslav, Tjeckoslovakien, är en tjeckisk före detta professionell ishockeyspelare. 
Under sin karriär spelade Vrbata för Florida Panthers, Arizona Coyotes, Vancouver Canucks, Tampa Bay Lightning, Chicago Blackhawks, Carolina Hurricanes och Colorado Avalanche.
Vrbata valdes som 212:e spelare totalt av Colorado Avalanche i NHL-draften 1999.
Efter fem säsonger i Arizona Coyotes spelade han två säsonger i Vancouver Canucks, innan han till säsongen 2016-17 återvände för en säsong i Arizona varpå han 1 juli 2017 skrev på ett ettårsavtal som unrestricted free agent med Florida Panthers.
Han meddelade 8 april 2018 att han avslutar sin karriär.

## Statistik

### Klubbkarriär
| 1998–99    | Hull Olympiques       | QMJHL      | 54   | 22  | 38  | 60  | 16  | 23 | 6 | 13 | 19 | 6  |
| 1999–00    | Hull Olympiques       | QMJHL      | 59   | 29  | 45  | 74  | 26  | 15 | 3 | 9  | 12 | 8  |
| 2000–01    | Shawinigan Cataractes | QMJHL      | 55   | 56  | 64  | 120 | 67  | 10 | 4 | 7  | 11 | 4  |
| 2000–01    | Hershey Bears         | AHL        | 20   | 8   | 14  | 22  | 8   | —  | — | —  | —  | —  |
| 2001–02    | Colorado Avalanche    | NHL        | 52   | 18  | 12  | 30  | 14  | 9  | 0 | 0  | 0  | 0  |
| 2002–03    | Colorado Avalanche    | NHL        | 66   | 11  | 19  | 30  | 16  | —  | — | —  | —  | —  |
| 2002–03    | Carolina Hurricanes   | NHL        | 10   | 5   | 0   | 5   | 2   | —  | — | —  | —  | —  |
| 2003–04    | Carolina Hurricanes   | NHL        | 80   | 12  | 13  | 25  | 24  | —  | — | —  | —  | —  |
| 2004–05    | HC Bílí Tygři Liberec | Extraliga  | 45   | 18  | 21  | 39  | 91  | 13 | 3 | 2  | 5  | 0  |
| 2004–05    | BK Mladá Boleslav     | 1. Liga    | 2    | 0   | 1   | 1   | 6   | —  | — | —  | —  | —  |
| 2005–06    | Carolina Hurricanes   | NHL        | 16   | 2   | 3   | 5   | 6   | —  | — | —  | —  | —  |
| 2005–06    | Chicago Blackhawks    | NHL        | 45   | 13  | 21  | 34  | 22  | —  | — | —  | —  | —  |
| 2006–07    | Chicago Blackhawks    | NHL        | 77   | 14  | 27  | 41  | 26  | —  | — | —  | —  | —  |
| 2007–08    | Phoenix Coyotes       | NHL        | 76   | 27  | 29  | 56  | 14  | —  | — | —  | —  | —  |
| 2008–09    | Tampa Bay Lightning   | NHL        | 18   | 3   | 3   | 6   | 8   | —  | — | —  | —  | —  |
| 2008–09    | BK Mladá Boleslav     | Extraliga  | 11   | 5   | 3   | 8   | 18  | —  | — | —  | —  | —  |
| 2008–09    | HC Bílí Tygři Liberec | Extraliga  | 7    | 7   | 2   | 9   | 2   | 3  | 0 | 1  | 1  | 2  |
| 2009–10    | Phoenix Coyotes       | NHL        | 82   | 24  | 19  | 43  | 24  | 7  | 2 | 2  | 4  | 4  |
| 2010–11    | Phoenix Coyotes       | NHL        | 79   | 19  | 29  | 48  | 20  | 4  | 2 | 3  | 5  | 0  |
| 2011–12    | Phoenix Coyotes       | NHL        | 77   | 35  | 27  | 62  | 24  | 16 | 2 | 3  | 5  | 8  |
| 2012–13    | BK Mladá Boleslav     | 1. Liga    | 2    | 1   | 1   | 2   | 0   | —  | — | —  | —  | —  |
| 2012–13    | Phoenix Coyotes       | NHL        | 34   | 12  | 16  | 28  | 14  | —  | — | —  | —  | —  |
| 2013–14    | Phoenix Coyotes       | NHL        | 80   | 20  | 31  | 51  | 22  | —  | — | —  | —  | —  |
| 2014–15    | Vancouver Canucks     | NHL        | 79   | 31  | 32  | 63  | 20  | 6  | 2 | 2  | 4  | 0  |
| 2015–16    | Vancouver Canucks     | NHL        | 63   | 13  | 14  | 27  | 12  | —  | — | —  | —  | —  |
| 2016–17    | Arizona Coyotes       | NHL        | 81   | 20  | 35  | 55  | 16  | —  | — | —  | —  | —  |
| 2017–18    | Florida Panthers      | NHL        | 42   | 5   | 9   | 14  | 16  | —  | — | —  | —  | —  |
| NHL totalt | NHL totalt            | NHL totalt | 1057 | 284 | 339 | 623 | 294 | 42 | 8 | 10 | 18 | 12 |